# 3429 Chuvaev
A 3429 Chuvaev (ideiglenes jelöléssel 1974 SU1) a Naprendszer kisbolygóövében található aszteroida. Ljudmila Ivanovna Csernih fedezte fel 1974. szeptember 19-én.